# Новопокровка (Шал-акина район)
Новопокро́вка (каз. Новопокровка) — село у складі району Шал-акина Північноказахстанської області Казахстану. Адміністративний центр Новопокровського сільського округу.
Населення — 620 осіб (2021; 973 у 2009, 1387 у 1999, 1928 у 1989).
Національний склад станом на 1989 рік:
- росіяни — 69 %.